# Verger conservatoire
Le verger conservatoire est un lieu de « mémoire » et de conservation de la diversité biologique et génétique de variétés anciennes de fruits (pommes et/ou poires le plus souvent).

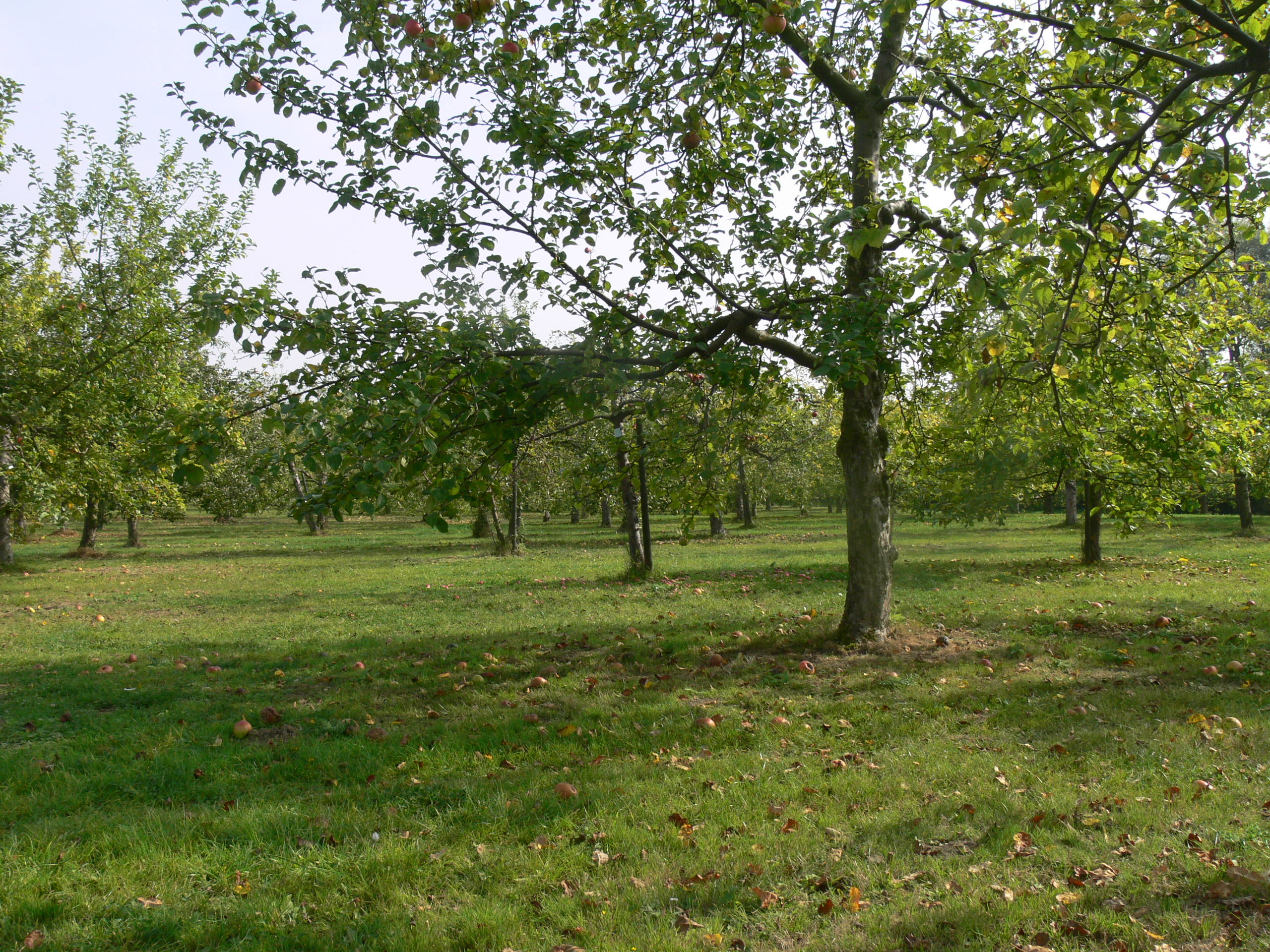
Verger conservatoire regroupant plus de 1300 variétés différentes dont environ 700 de pommes (Villeneuve-d'Ascq).

## Types de verger conservatoires

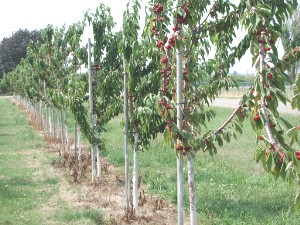
Alignement de cerisiers (technique à éviter dans la mesure où elle favorise la transmission de maladies ou de parasites)

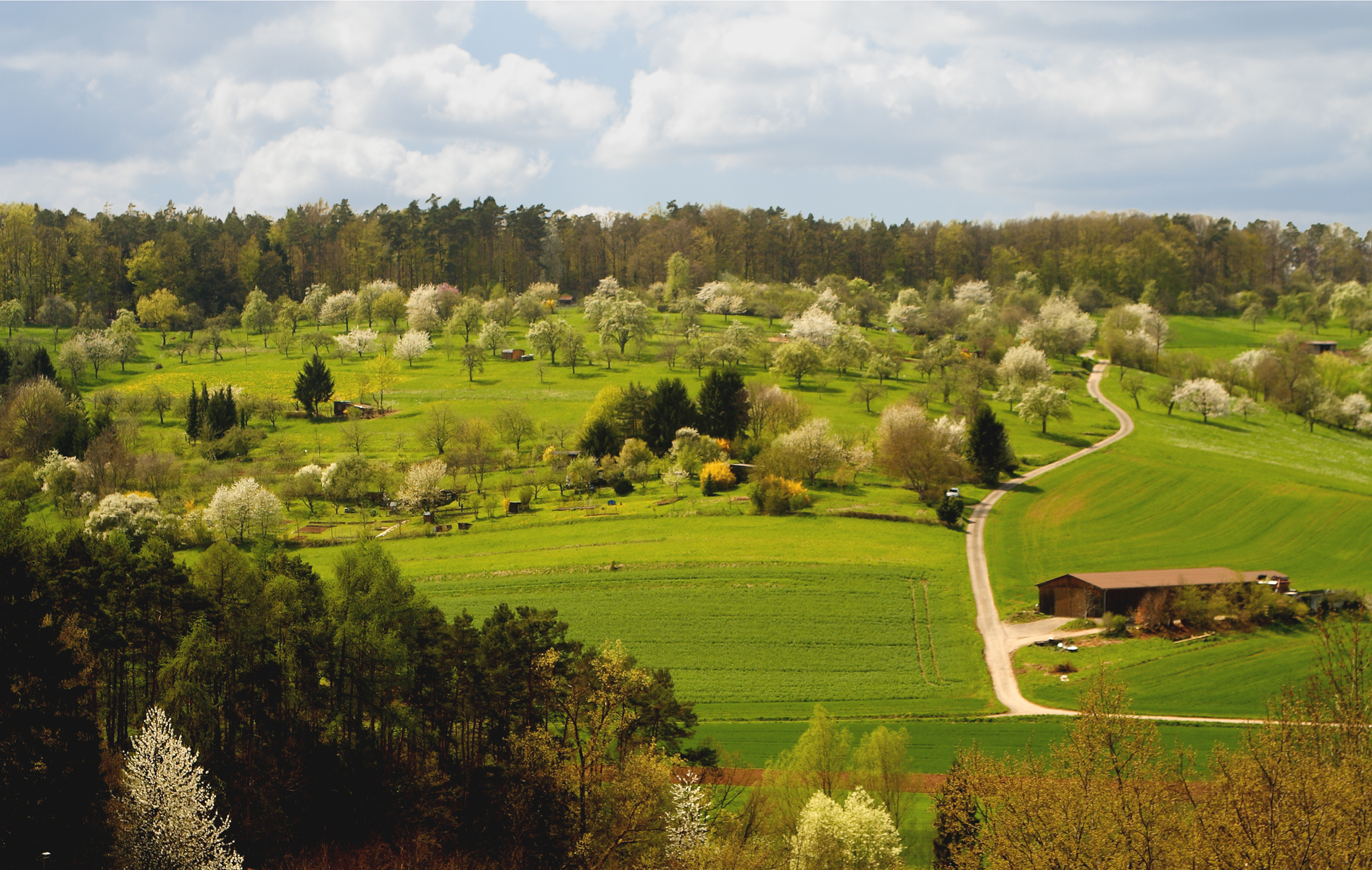
Ancien verger communautaire, devenu conservatoire de pêchers (Allemagne)

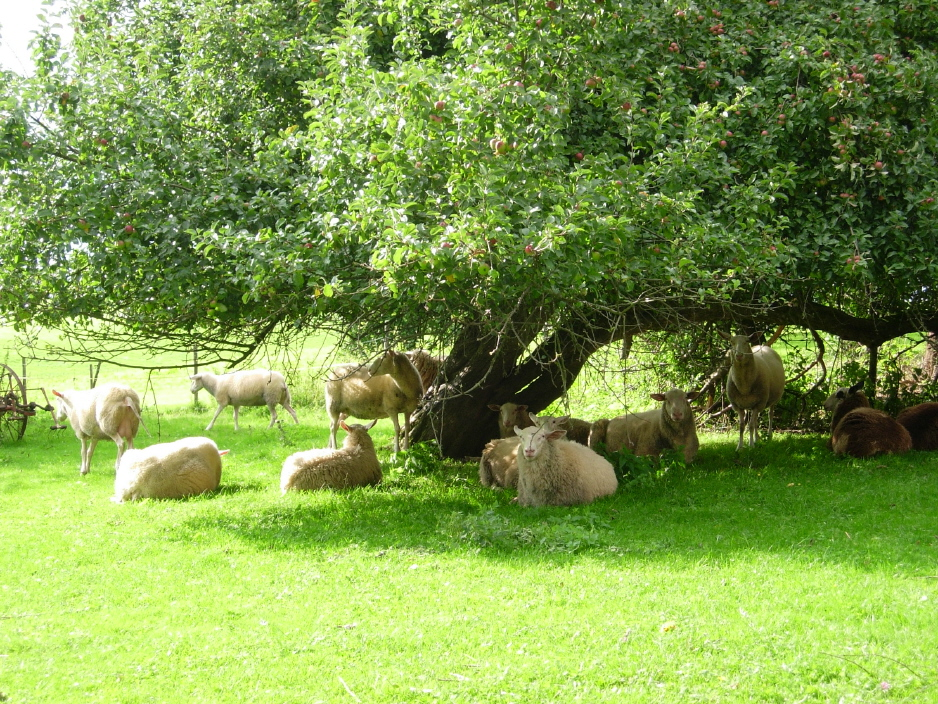
Le verger peut aussi abriter des animaux (vaches ou moutons le plus souvent)

Le verger conservatoire regroupe différentes variétés d'une même espèce (pommeraie pour les pommiers, vignoble pour les vignes, etc.) généralement représentatives d'une petite région agricole, mais le plus souvent ce dernier compte plusieurs espèces (pommiers, poiriers, cerisiers, pruniers...).
Le plus souvent collection d'espèces fruitières anciennes, ce verger peut aussi comporter des variétés récentes, toujours à titre conservatoire. En effet, à l'exception de quelques espèces de pêchers ou pommier, la multiplication des arbres fruitiers ne se fait pas à l'identique lors de la germination des pépins ou des noyaux. Laissées à elles-mêmes, c'est-à-dire sans recours aux techniques de l'arboriculture fruitière (multiplication par greffe, bouturage, marcottage, aujourd'hui clonages), de nombreuses variétés disparaîtraient donc.
Le verger conservatoire peut aussi être « éclaté » en divers lieux, comme chez différents membres d'une association telle que « Les Croqueurs de pommes ».